# Subcontinentul Indian
Subcontinentul indian are o populație numeroasă și o istorie furtunoasă și complicată. S-au născut aici religii mari, imperii au înflorit și au decăzut dar cultura indiană și-a păstrat întotdeauna caracterul specific.
Din punct de vedere geografic, Subcontinentul Indian este o peninsulă din sudul Asiei, delimitată la nord de Munții Himalaya, Munții Hindukuș și Munții Arakan, iar la est și vest de Oceanul Indian. 
Pe acest teritoriu azi există mai multe state: Republica India, independentă din 1947, Pakistanul, Sri Lanka (sau Ceylon), Bangladeshul, devenit independent în 1971, Bhutan și Nepal.
În Valea Indusului, care azi aparține Pakistanului, în jurul anului 2500 î.Hr. s-a format una din cele mai vechi civilizații ale lumii. Au avut orașe mari, proiectate cu mare minuțiozitate, casele fiind clădite din cărămizi de lut ars, orașele fiind dotate cu rețele de apă și canalizare bine dezvoltate. Au conceput și o scriere în imagini, care, din păcate nu s-a putut descifra nici până azi, și din această cauză avem doar cunoștințe sumare despre civilizația din Valea Indusului. Prăbușirea acestei civilizații în jurul anului 1700 î.Hr. s-a datorat probabil unei catastrofe naturale.
Valea Indusului se află în partea nord-vestică a subcontinentului, relativ destul de aproape de o altă civilizație veche, cea sumeriană, cu care, ipotetic, s-ar putea să fi avut relații comerciale și de care a fost, poate, influențată.
De mai multe ori pe parcursul istoriei Indiei ideile noi au pătruns în partea de nord-vest a țării,- și tot acolo au sosit și cuceritorii externi. Imensul teritoriu al subcontinentului este, pe celelalte părți, înconjurat de mări, munți înalți și păduri tropicale, și de ceea alte civilizații, ca de exemplu marea civilizație chineză, nu au lăsat urme vizibile.
Viitorul Indiei a fost determinat în mod fundamental de invazia triburilor nomade ariene, sosite în mileniul II î. Chr., care înarmate cu arme de bronz și care de luptă, au migrat pe parcursul secolelor în India în mai multe valuri prin trecătorile Afghanistanului de azi. După ce au ocupat nordul Indiei s-au stabilit aici, agricultura devenind activitatea lor principală.
Populația băștinașă supusă - în marea lor majoritate dravizi având culoarea pielii mai închisă - în nord a devenit o populație de servitori ai arienilor victorioși, dar în sud și-a păstrat independența. Din cauza reliefului, cuceritorii ajungeau aici mai greu, și din această cauză istoria politică a acestei regiuni diferă de cea a teritoriilor din nord, cu toate că influența ideilor culturale și religioase nu a putut fi oprită de izolarea geografică.

## Formarea Indiei
Lipsa documentelor scrise nu permite să aflăm în ce măsură au preluat cuceritorii arieni tradițiile dravidiene. Unele reprezentări sugerează că zeități venerate astăzi, alături de idei religioase și ritualuri, au o istorie ce izvorăște din civilizația Indusului. Sigur este însă, că limba, religia și structura socială ale arienilor au determinat în mod fundamental înfățișarea ulterioară a Indiei.
De la cuceritorii arieni provine credința acordată zeităților naturii, de exemplu zeilor Varuna și Indra, separarea preoților (brahmanilor) ca clasă socială și ceremoniile sacrificării animalelor. Imnurile religioase și textele ceremoniilor au fost transmise prin tradiția orală de către preoți, generații de-a rândul, mai târziu fiind adunate și imortalizate în cele patru cărți a Vedelor, din care această perioadă timpurie a religiei indiene a primit denumirea de religie vedică. În timpul mileniilor următoare religia vedică s-a schimbat foarte mult, ca în final să se desăvârșească în hinduism. Hinduismul este și azi religia majorității hindușilor, cele mai sfinte texte a acestei religi fiind Vedele. Sanscrita, limba acestor scrieri a devenit limba literară "superioară", aceasta fiind utilizata de toți învățații din India. Cu toate că existau o mulțime de dialecte și chiar limbi de sine stătătoare, sanscrita și-a păstrat poziția autoritară la fel de bine ca latina în Europa medievală.

## Sistemul castelor
Societatea ariană timpurie se diviza în patru clase sociale sau caste: prima castă alcătuită de preoți (brahmani), a doua alcătuită de luptători (nobili), iar a treia din țărani, comercianți și meșteșugari. Din a patra castă făceau parte slugile. Cei care nu făceau parte din nici o castă erau denumiți "intangibili" sau "paria". Față de castele superioare, privarea lor de drepturi era mai accentuată decât cea a slugilor.
Cu timpul, acest sistem a devenit mai complicat și mai rigid, și în afara acestor patru caste au apărut mai multe subcaste. Ca urmare a acestui sistem, fiecare individ era legat prin moștenirea sa de un anumit rang și o anumită ocupație, putea mânca numai anumite mâncăruri și se putea căsători numai cu cineva din casta din care făcea parte. Acest sistem era justificat de teoria hindusă a Karmei, după care soarta fiecărui om în viață este răsplata sau pedeapsa meritată a faptelor bune sau rele săvârșite într-o viață anterioară. Sistemul castelor s-a păstrat până azi, cu toate că guvernele au încercat să elimine barierele sociale tradiționale prin dărâmarea barierelor sociale vechi.

## Dezvoltarea religioasă
Perioade lungi din istoria politică a Indiei rămân obscure, dar este sigur că cel puțin o duzină de regate ariene înfloreau sau se războiau între ele fără un rezultat semnificativ. În religia hindusă, în schimb, au survenit modificări esențiale: au luat naștere cultele lui Shiva și Vishnu, elemente principale ale hinduismului epocii noi.
Sistemul castelor, puterea preoților și sacrificiile rituale practicate de hinduși au generat două mișcări mari de reformă în sec. al VI-lea î.Chr.
Prima mișcare religioasă a fost jainismul, fondat de Mahânîra. Propagă nonviolența, condamnă sistemul de caste și consideră săracă orice formă de viață. Acest ultim concept denumit ahimsa era respectat de adepții lui chiar și față de cele mai mici insecte.
Cu toate ca jainismul a devenit în India o religie de masă, nu a depășit niciodată granițele subcontinentului. În schimb cealaltă mișcare religioasă, budismul, a devenit una din marile religii ale lumii. Pe fondatorul ei, cunoscut sub numele de Buddha, îl chema Gautama Siddharta (in jurul 535-483 î.Chr.). Denumirea glorioasă "Bud" înseamnă "iluminatul". După tradiție. era originar dintr-o familie domnească, a primit o educație aleasă, dar a fost ferit de tumultul vieții. Priveliștea unui om bătrân, a unui bolnav incurabil și a unui ascet mort l-au pus pe Gautama față în față cu moartea și suferința. După acest eveniment a început să-și propage ideile. Pe oameni îi îndemna la urmarea "căii de mijloc" , adică să se abțină de la huzur, dar și de la ascetism. Învățătura principală a lui Buddha era că viața este o suferință, generată de dorință, și prin urmare putem scăpa de suferință doar prin stingerea dorințelor interioare. Astfel sufletul scapă în circuitul nașterii și al renașterii, poate ajunge în Nirvana, adică starea de fericire eternă.

## Regate și imperii
În timp ce Buddha își propaga doctrinele, regatele din India se războiau între ele și pe teritoriile din nord-vest au început să se infiltreze influențe persane și grecești. Cuceritorul macedonean, Alexandru cel Mare, după ce a cotropit Imperiul Persan, a pătruns și în India și l-a învins pe regele Puru, dar la cererea soldaților săi obosiți, care nu doreau o nouă întâlnire cu elefanții de luptă, s-a retras.
Fondatorul marii dinastii Maurya, Chandragupta (321-297 î. Chr.), probabil a fost participant la rezistența față de Alexandru cel Mare. Dinastia Maurya a fost prima (și pentru 2000 de ani și ultima) care a reușit să-și extindă controlul asupra majorității teritoriilor din subcontinent, cârmuind capitala Pataliputra așezată în inima dens populată a Indiei, în bazinul Gangelui.
Cel mai mare domnitor Maurya, Asoka(cca. 268-232 î. Chr.), și-a început domnia ca rege cuceritor, dar s-a săturat de vărsarea de sânge și s-a convertit la religia budistă.
A încercat să își transpună ideile în practică, a început o serie de munci voluntare, proclamând nonviolența și toleranța față de supuși. Cele mai minunate monumente Maurya sunt acele coloane cu inscripții pe care Asoka le-a ridicat în întreaga împărăție.
A trimis misionari budiști în străinătate și în urma activității acestora s-au pus bazele răspândirii budismului în Asia răsăriteană, începând cu Birmania și Ceylonul. Arta și arhitectura budistă a înflorit și în interiorul Indiei, cu toate că împărăția Maurya s-a dezintegrat foarte repede după moartea lui Asoka.
După epoca statelor mici aflate în război in secolul III, o nouă dinastie, dinastia Gupta, a reunit mare parte a subcontinentului. Împărăția lor a atins epoca de glorie sub domnia lui Chandragupta II (376-415). În spiritul hinduismului reînnoit cultura indiană își trăia perioada de înflorire.
Au fost scrise în limba sanscrită capodopere lirice și dramatice uriașe, era în plină dezvoltare sculptura și arhitectura hindusă cu stilul său somptuos și fără egal. S-au obținut rezultate marcante în matematică și astronomie. Indiei dinastiei Gupta îi datorăm aplicarea corectă a valorilor zero și zece.
În secolele V și VI a apărut o nouă putere în partea de nord-vest a continentului: hunii hefaliți. O perioadă au fost respinse atacurile săgetătorilor războinici, dar puterea soldaților s-a epuizat și împărăția Gupta s-a destrămat.

## Puterea islamului
În perioada următoare a devenit foarte clar că budismul, în cadrul maselor mari, nu poate concura cu hinduismul reînnoit, și astfel budismul , in sec. IX, a intrat într-un declin rapid. Hinduismul însă în această perioadă trebuia să facă față unei provocări externe mult mai dure - islamului.
Islamul este o religie foarte combativă și propovăduia că Dumnezeu este unul (Allah) și că există o singură cale, calea fericirii de apoi. Pentru individ purta un mesaj diferit față de concepția religiilor hinduse, a căror element de bază era transmigrația sufletelor, circulație a mașteriiși, a renașterii timp de milioane de ani. Așa a devenit foarte incert, dacă musulmanii și hinduși vor putea conviețui în pace.
Oștile musulmane au pătruns în India prima dată în sec. VIII. Au prădat India de nord, au cucerit Sindul (sudul Pakistanului de azi), însă înaintarea lor s-a oprit. În secolul X Dinastia turco-afgană a Gaznevizilor a ocupat Punjâbul și l-a anexat Imperiului musulman. Noile incursiuni au slăbit în continuare regatele hinduse, care timp de un secol nu au încercat să facă nici o cucerire nouă.
Atunci a ajuns la putere o nouă dinastie mult mai puternică.

## Sultanatul din Delhi
Cel mai activ membru al noii dinastii, Muhamad, a atacat India de Nord în 1192, a sfărâmat confederația nord - hindusă și a instalat în Delhi ca vicerege un sclav turc de al său. Acesta a înființat așa numita "dinastie a sclavilor" . El și urmașii săi au extins puterea sultanatului musulman asupra întregii Indii. Regatele hinduse nu au fost desființate, ci doar vasalizate, iar nu toată populația a fost convertită la islam. Dar încetul cu încetul noua religie a prins rădăcini în India, și inspirate de modelele persane, arta plastică, decorativă și arhitectura islamică au început să marcheze cultura indiană.
În istoria sultanatului au fost perioade bune și rele, dar după 1398, când cuceritorul mongol Timur Lenk i-a prădat teritoriile, a intrat în declin. Următorii cuceritori au lăsat după ei amintiri mult mai frumoase. Ei au fondat cel mai strălucit imperiu musulman al subcontinentului: India Mogulilor.

## Cronologie
Cca. 2500 - 1700 i. Chr.: Civilizația din Valea Indusului În India de Nord
După 2000 î. Chr.: Invazia cuceritorilor arieni prin nord-vest
Secolul VI î. Chr.: Apariția a două noi religii - jainismul și budismul
327 - 325 î. Chr.: Alexandru cel Mare în Punjâb
Cca. 321 - 184 î Chr.: Dinastia Maurya unifică o mare parte a Indiei
Cca. 274 - 236 î. Chr.: Domnia lui Asoka
320 - 535: Domnia dinastiei Gupta - epoca civilizației "clasice" indiene
Secolul IX: Declinul budismului în India
998 - 1030: Domnia Gaznevizilor; incursiuni de jaf musulmane
1398 - 1399: Timur Lenk pradă India de Nord
1526: Fondarea Imperiului Mogulilor

## Glosar
Ahimsa - Doctrină religioasă care promovează nonviolența
Arian, arieni - (aici) Denumire dată în trecut popoarelor care vorbeau limbi indo-europene, iar în prezent popoarelor indo-iraniene
Ascet - Sihastru, pustnic; persoană care își impune o viață simplă, aspră și retrasă, deși trăiește în societate
Ascetism - Renunțarea la binefacerile vieții de zi cu zi
Brahman - Membru al castei sacerdotale, considerați prima dintre cele patru caste indiene; preot al lui Brahma
Ceylon - Denumirea antică a teritoriului pe care în prezent se află statul Sri Lanka
Combativ - Care susține cu tărie și cu perseverență o idee sau un punct de vedere
Cotropit - Cucerit, invadat, stăpânit prin forță (despre teritoriu)
Dravidian - Persoană (de rasă intermediară între negri și albi sau de rasă neagră) care locuiește în unele regiuni din India, Sri Lanka și Pakistan sau este originară de acolo; Adj. Care aparține dravidienilor(l), privitor la dravidieni.
Huni Hefaliți - neam mongolic care, în sec. IV-V, a pătruns până în apusul Europei, trecând și prin țara noastră
Huzur - Trai ușor și îmbelșugat, lipsit de griji; Trândăvie, îmbuibare
Jainism - Religie și școală filozofică indiană, opusă brahmanismului și sistemului de castă al acestuia, întemeiată în sec. VI î.Chr.
Karma - Noțiune care desemnează o lege universală în virtutea căreia soarta oamenilor ar fi determinată de acțiunile lor din încarnările anterioare; fatalitate, destin
Paria - (în India, la brahmani) Persoană lipsită de orice drepturi, deoarece se află în afara castelor; (fig.) persoană urgisită căreia nu i se recunoaște nici un drept